# Tour der englischen Rugby-Union-Nationalmannschaft nach Südafrika 1972
| Tour der Engländer nach Südafrika 1972 | Tour der Engländer nach Südafrika 1972 | Tour der Engländer nach Südafrika 1972 | Tour der Engländer nach Südafrika 1972 | Tour der Engländer nach Südafrika 1972 |
| Übersicht                              | S                                      | G                                      | U                                      | N                                      |
| -------------------------------------- | -------------------------------------- | -------------------------------------- | -------------------------------------- | -------------------------------------- |
| Test Matches                           | 1                                      | 1                                      | 0                                      | 0                                      |
| Sonstige Spiele                        | 6                                      | 5                                      | 1                                      | 0                                      |
| Gesamt                                 | 7                                      | 6                                      | 1                                      | 0                                      |
|                                        |                                        |                                        |                                        |                                        |
| Südafrika                              | 1                                      | 1                                      | 0                                      | 0                                      |

Die Tour der englischen Rugby-Union-Nationalmannschaft nach Südafrika 1972 umfasste eine Reihe von Freundschaftsspielen der englischen Rugby-Union-Nationalmannschaft. Sie reiste von Mitte Mai bis Anfang Juni 1972 durch Südafrika und bestritt während dieser Zeit sieben Spiele. Darunter war ein Test Match gegen die südafrikanischen Springboks, das mit einem Sieg endete. Hinzu kamen sechs weitere Spiele gegen Auswahlmannschaften, in denen den Engländern fünf Siege und ein Unentschieden gelang.
Diese erste Tournee Englands nach Südafrika wurde mit einem anspruchsvollen Zeitplan organisiert, wenn auch mit nur einem Test Match. Innerhalb von lediglich zweieinhalb Wochen sollten sieben Spiele ausgetragen werden: Die ersten vier auf Meereshöhe und die letzten drei – einschließlich des abschließenden Spiels gegen die Springboks – im Hochland mit nur zwei Tagen zur Akklimatisierung vor einem anspruchsvollen Spiel gegen Nord-Transvaal. Insgesamt verlief die Tour für die Engländer sehr erfolgreich.

## Spielplan
- Hintergrundfarbe grün = Sieg
- Hintergrundfarbe gelb = Unentschieden

(Test Matches sind grau unterlegt; Ergebnisse aus der Sicht Englands)
| # | Datum         | Gegner                      | Ort            | Stadion                 | Ergebnis |
| - | ------------- | --------------------------- | -------------- | ----------------------- | -------- |
| 1 | 17. Mai 1972  | Natal                       | Durban         | Kings Park Stadium      | 19:0     |
| 2 | 20. Mai 1972  | Western Province            | Kapstadt       | Newlands Stadium        | 9:6      |
| 3 | 22. Mai 1972  | South Africa President’s XV | Kapstadt       | Athlone Stadium         | 11:6     |
| 4 | 24. Mai 1972  | SAARB Leopards              | Port Elizabeth | Isaac Wolfson Stadium   | 36:3     |
| 5 | 27. Mai 1972  | Northern Transvaal          | Pretoria       | Loftus Versfeld Stadium | 13:13    |
| 6 | 30. Mai 1972  | Griqualand West             | Kimberley      | De Beers Stadium        | 60:21    |
| 7 | 03. Juni 1972 | Südafrika                   | Johannesburg   | Ellis Park Stadium      | 18:9     |

## Test Match
| 3. Juni 1972 15:30 SAST | Südafrika               | 9 : 18        | England                                                   | Ellis Park Stadium, Johannesburg Zuschauer: 66.500 Schiedsrichter: Justus Moolman (Südafrika) |
| 3. Juni 1972 15:30 SAST | Straftritte: Snyman (3) | (6:9) Bericht | Versuche: Morley Erhöhungen: Doble Straftritte: Doble (4) | Ellis Park Stadium, Johannesburg Zuschauer: 66.500 Schiedsrichter: Justus Moolman (Südafrika) |

Aufstellungen:
- Südafrika: Albert Bates, Niek Bezuidenhout, Ray Carlson, Piet du Plessis, Jan Ellis, Piet Greyling , Joggie Jansen, Gert Muller, Sydney Nomis, Tonie Roux, Dawie Snyman, Piston van Wyk, Sakkie Sauermann, Joggie Viljoen, John Williams
- England: Mike Burton, Sam Doble, Jeremy Janion, Peter Knight, Peter Larter, Alan Morley, Tony Neary, Alan Old, Peter Preece, John Pullin , Chris Ralston, Andy Ripley, Stack Stevens, John Watkins, Jan Webster

## Kader

### Management
- Tourmanager: Alec Lewis
- Managerassistent: John Elders
- Kapitän: John Pullin

### Spieler
| Spieler       | Position         | Mannschaft          |
| ------------- | ---------------- | ------------------- |
| Alan Old      | Halbspieler      | Middlesbrough RUFC  |
| Tom Palmer    | Halbspieler      | Gloucester RFC      |
| Steve Smith   | Halbspieler      | Wilmslow RUFC       |
| Jan Webster   | Halbspieler      | Moseley RFC         |
| Lionel Weston | Halbspieler      | West of Scotland FC |
| Jeremy Janion | Dreiviertelreihe | Bedford Blues       |
| Peter Knight  | Dreiviertelreihe | Bristol FC          |
| Alan Morley   | Dreiviertelreihe | Bristol FC          |
| Peter Preece  | Dreiviertelreihe | Coventry RFC        |
| Tony Richards | Dreiviertelreihe | Fylde RFC           |
| John Spencer  | Dreiviertelreihe | Headingley FC       |
| Sam Doble     | Schlussmann      | Moseley RFC         |
| David Whibley | Schlussmann      | Leicester Tigers    |

| Spieler       | Position | Mannschaft                 |
| ------------- | -------- | -------------------------- |
| John Barton   | Stürmer  | Coventry RFC               |
| Tony Boddy    | Stürmer  | Metropolitan Police        |
| Mike Burton   | Stürmer  | Gloucester RFC             |
| Fran Cotton   | Stürmer  | Loughborough Students RUFC |
| Tim Cowell    | Stürmer  | Rugby Lions                |
| Peter Larter  | Stürmer  | Northampton Saints         |
| Tony Neary    | Stürmer  | Broughton Park RUFC        |
| John Pullin   | Stürmer  | Bristol FC                 |
| Chris Ralston | Stürmer  | Richmond FC                |
| Andy Ripley   | Stürmer  | Rosslyn Park FC            |
| Stack Stevens | Stürmer  | Harlequins                 |
| John Watkins  | Stürmer  | Gloucester RFC             |
| Dave Watt     | Stürmer  | Bristol FC                 |